# کدی (کالیفرنیا)
کدی (به انگلیسی: Keddie) یک منطقهٔ مسکونی در ایالات متحده آمریکا است که در شهرستان پلوماس، کالیفرنیا واقع شده‌است. کدی ۱٫۶۷۱ کیلومتر مربع مساحت و ۶۶ نفر جمعیت دارد و ۹۹۵ متر بالاتر از سطح دریا واقع شده‌است.